# Gà so mỏ đỏ
Gà so mỏ đỏ, tên khoa học Arborophila rubrirostris, là một loài chim trong họ Phasianidae.